# David Shankle
David Shankle (Chicago, Illinois, 1967. március 7. –) a Manowar együttes gitárosa volt 1989-től 1995-ig. A zenekar The Triumph of Steel albumán hallható a játéka, mely más mint elődjéé Ross the Bossé. David ugyanis előszeretettel kedvel tekerni, neoklasszikus stílusban éppúgy mint shredelve. 2002-ben alapította meg saját együttesét, a heavy/speed metalt játszó David Shankle Groupot, mellyel eddig két nagylemezt adott ki.
Jelenleg Chicagóban él és gitártanítással is foglalkozik.

## Diszkográfia
Manowar stúdióalbumok:
- The Triumph of Steel 1992

David Shankle Group:
- Ashes to Ashes (2003)
- Hellborn (2007)